# Obroetsjisjte
Obroetsjisjte (Bulgaars: Обручище) is een dorp in de Bulgaarse gemeente Galabovo, oblast Stara Zagora. Op 31 december 2019 telde het dorp 1.355 inwoners. Het dorp ligt 30 km ten zuidwesten van Nova Zagora, 35 km ten noordoosten van Chaskovo, 41 km ten zuiden van Stara Zagora en 223 km ten zuidoosten van Sofia.
Tot 1906 heette deze plaats Obroekli (Bulgaars: Обрукли).

## Bevolking
De volkstelling van 1934 registreerde 3.670 inwoners. Dit aantal bleef tot 1975 vrij stabiel, maar begon daarna intensief te krimpen. Zo werden er op 31 december 2019 zo’n 1.355 inwoners geteld, minder dan de helft van het inwoneraantal in 1985.
Van de 1.639 inwoners reageerden er 1.610 op de optionele volkstelling van 2011. Zo’n 1.558 personen identificeerden zichzelf als etnische Bulgaren (97%) en 43 personen als Roma (3%).
Het dorp heeft een ongunstige leeftijdsopbouw. Van de 1.639 inwoners die in februari 2011 werden geregistreerd, waren er 134 jonger dan 15 jaar oud (8%), terwijl er 538 inwoners van 65 jaar of ouder werden geteld (33%).